# 艾因阿爾巴

35°24′27″N 0°52′54″W / 35.40750°N 0.88167°W
艾因阿爾巴（阿拉伯语：‎），是阿爾及利亞的城鎮，位於該國西北部，由艾因泰穆尚特省負責管轄，是艾因阿爾巴區的首府，面積72平方公里，2010年人口15,683，人口密度每平方公里219人。